# JW Marriott Hong Kong
La JW Marriott Hong Kong (香港萬豪酒店) est un gratte-ciel de 165 mètres de hauteur situé à Hong Kong en Chine, construit en 1988.
Il comprend des logements et un hôtel de 5 étoiles de la chaine Marriott situé au cœur du centre d'affaires de Hong Kong. Il fait partie du complexe Pacific Place
qui comprend aussi le Conrad International Hotel, le Shangri-La Hotel (Hong Kong), le One Pacific Place et le Three Pacific Place.
L'hôtel dont les intérieurs sont luxueusement décorés a une vue complète sur la baie de Victoria.
L'immeuble a été conçu par l'agence de Hong Kong, Wong & Ouyang, le promoteur est Swire Properties.